# Bertrand II av Provence
Bertrand II, även William VI Bertrand II, död 1093 eller före 1067, var samregerande greve av Provence med åtminstone sina bröder Guillaume-Bertrand och Geoffroi II efter fadern Folque-Bertrand I:s död 1062, men omnämns första gången 1063.
Det råder en hel del förvirring kring de sista grevarna ur den Bosonidiska ätten. Båda bröderna Geoffroi I och Folque-Bertrand I namngav en eller flera av sina söner Bertrand och Guillaume eller med båda dessa namn.
Med sin fru Matilda fick Bertrand II dottern Cecilia som gifte sig med Bernard Ato IV, Vicomte av Carcassonne. Han efterträddes av sin brorsdotter Gerberge av Provence.